# Homo heidelbergensis
Homo heidelbergensis es una especie extinta del género Homo, que surgió hace más de 600 000 años y perduró al menos hasta hace 200 000 años (Chibaniense, mediados del Pleistoceno). 
Eran individuos altos que tenían una estatura promedio de 1,75 m con un peso de 62 kg entre varones, y 1,57 m con 51 kg entre hembras. Tenían grandes cráneos que median 1350 cm³ en promedio, muy aplanados con relación a los del ser humano actual, con mandíbulas salientes y gran abertura nasal. Se trata de la primera especie humana en la que es posible detectar indicios de una mentalidad simbólica.
Su nombre científico deriva de la proximidad de la ciudad de Heidelberg (Alemania) al lugar donde fueron hallados los primeros fósiles, lo que subraya el hecho de que se trata de los primeros Homo que alcanzaron  las estepas del centro y norte de Eurasia.
Su anatomía ha sido descrita en gran parte por los restos encontrados en el yacimiento de la Sima de los Huesos en Atapuerca.

## Origen y evolución
El origen del Homo heidelbergensis se remonta hasta hace unos 600 000 años en África, desde donde se expandió hasta Europa, donde, a diferencia de homínidos anteriores, habitó un amplio rango geográfico, adentrándose en las frías estepas europeas durante las glaciaciones del Pleistoceno medio. En cuanto al origen exacto de esta especie, existe un fuerte debate a causa de las similitudes morfológicas (especialmente craneales) que H. heidelbergensis presenta con Homo rhodesiensis.

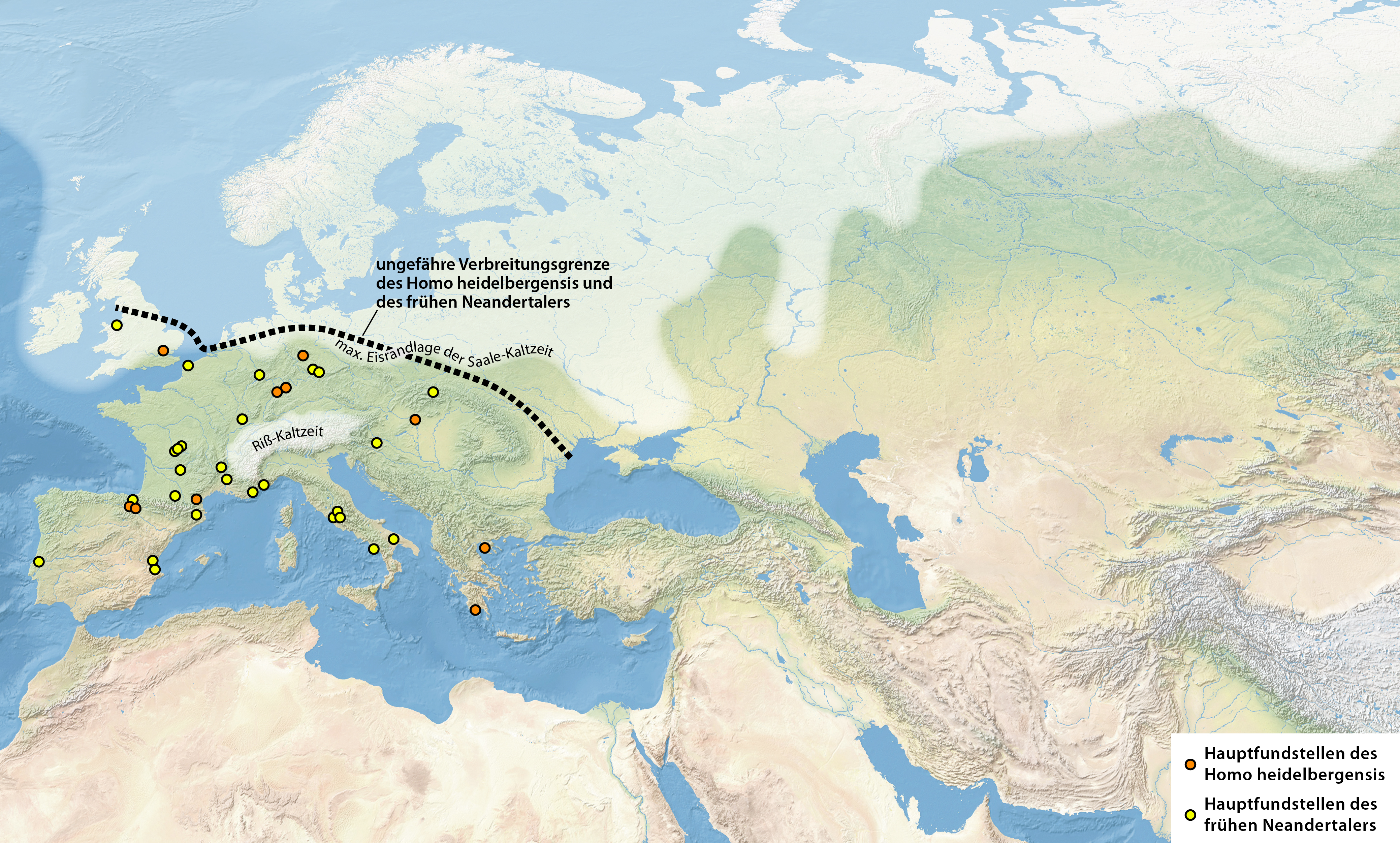
Mapa mostrando los yacimientos donde se han encontrado restos de heidelbergensis y preneandertales.

Por un lado, diversos investigadores sostienen que, con base a la sorprendente similitud entre ambas especies y la dificultad para encontrar diferencias entre sus restos, ambas deberían reconocerse como una especie única, H. heidelbergensis (ya que esta fue descrita 15 años antes que H. rhodesiensis). Por su parte, otros investigadores prefieren separar las poblaciones africanas y las europeas en especies distintas con base  algunos detalles anatómicos. En cualquier caso, el origen de H. heidelbergensis se sitúa en África, donde después de que hace 800 000 años el aumento de la frecuencia de los ciclos glacial-interglacial produjo un aumento de la aridez del continente que desembocó en la aparición de este nuevo tipo de homínidos.
Así, se establecen dos corrientes para explicar la aparición de H. heidelbergensisː
- H. heidelbergensis aparece en África a comienzos del Pleistoceno medio, desde donde se expande hacia el continente europeo, dividiéndose en dos poblaciones que darán lugar a neandertales y denisovanos, por un lado (población europea), y al hombre moderno por otro (población africana).

- H. rhodesiensis surge en África a principios del Pleistoceno medio, desde donde se expande hacia el continente europeo, dando origen a una nueva especie, H. heidelbergensis, que posteriormente evolucionará en neandertales y denisovanos; por su parte, H. rhodesiensis dará origen al Homo sapiens hace aproximadamente 130 000 años en África.[6][7][8][9]

Otra explicación más polémica establece al Homo antecessor como antepasado de H. heidelbergensis y H. rhodesiensis, siendo H. antecessor el que se originó en África y pasó a colonizar Europa, evolucionando en ambas especies debido a la separación de sus poblaciones. Sus detractores señalan que uno de los fallos de esta teoría es la posibilidad de que los restos de H. antecessor realmente pertenezcan a H. heidelbergensis.
Una vez colonizada Europa, H. heidelbergensis comenzó a adquirir rasgos propios de los neandertales hace unos 400 000 años, con la llegada de la Glaciación de Mindel. Esto, junto con el gran parecido físico con los neandertales de los heidelbergensis encontrados en la Sima de los Huesos de Atapuerca, ha sido propuesto como una indicación de que las poblaciones de H. heidelbergensis quedaban replegadas a las penínsulas mediterráneas durante las fases glaciales, por lo que el aislamiento de poblaciones generó un cuello de botella que dio origen al hombre de Neandertal.
Finalmente, hace entre 230 000 y 200 000 años el H. heidelbergensis se extinguió, siendo reemplazado por su pariente, Homo neanderthalensis.

## Fósiles

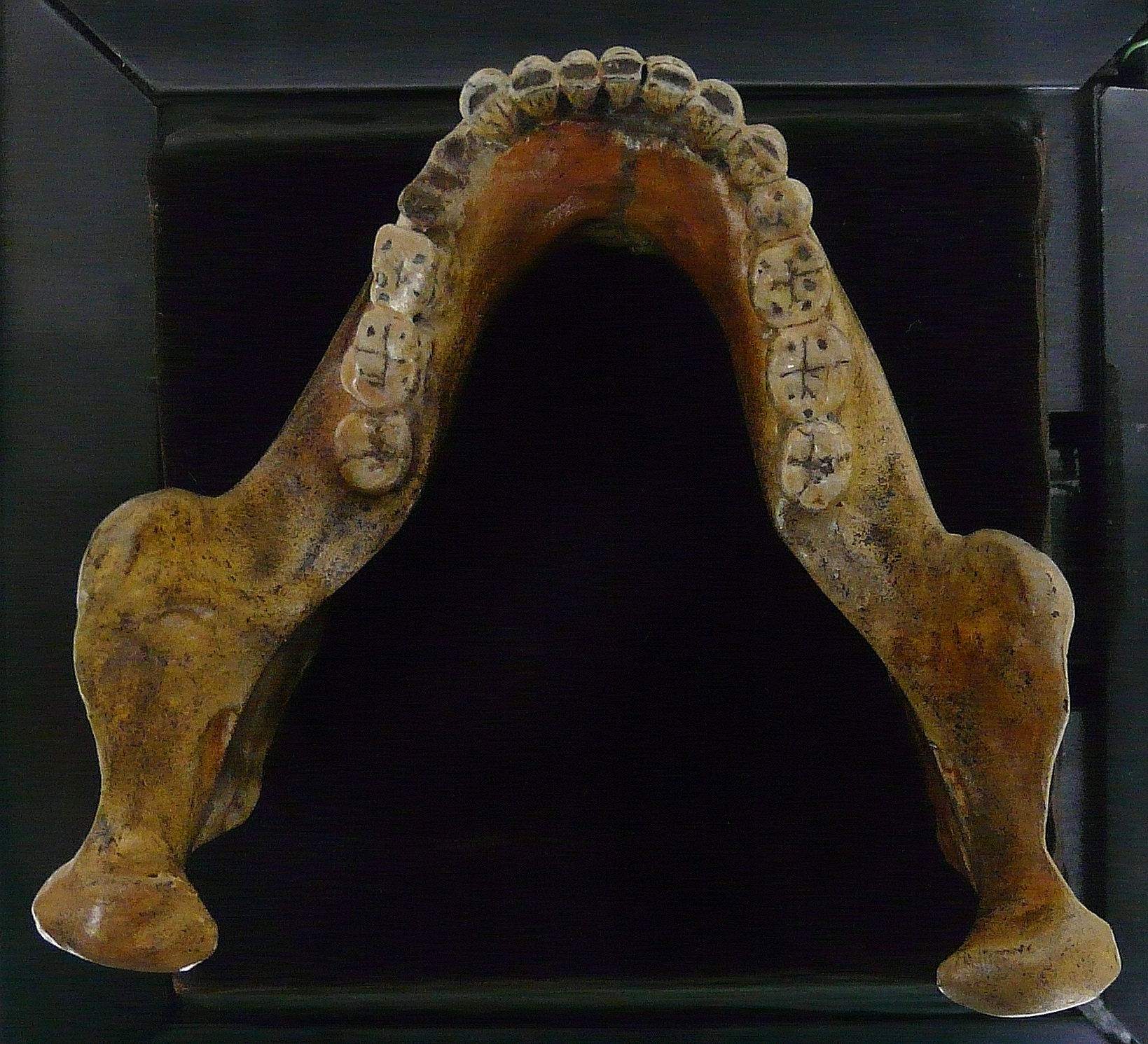
Réplica de la mandíbula de Mauer.

El descubrimiento más antiguo de fósiles de la especie es una mandíbula inferior (Mauer 1), encontrada en 1907 por el trabajador de una mina en Mauer, cerca de Heidelberg. Se estima que esta mandíbula data de 600 000 años AP.
Posteriormente, en una cueva llamada Caune de l'Arago, en Francia, se encontraron los restos fragmentarios de una docena de individuos. El más completo es la cara y parte de la caja craneana de un individuo conocido como hombre de Tautavel, que data de cerca de 450 000 años AP, y tiene gran parecido con el cráneo del hombre de Petralona, encontrado en una cueva en Grecia.
Otros sitios donde se han hallado fósiles atribuidos a esta especie son Steinheim (Alemania), Swanscombe (Inglaterra) y la Sima de los Huesos en la Sierra de Atapuerca (España), donde se encontraron 5000 fósiles pertenecientes a unos 30 individuos, que datan de hace 400 000 años, considerados antepasados de los neandertales, restos estos que están muy bien conservados; entre ellos destacan el cráneo número 5 (llamado popularmente "Miguelón") que está completo, y del cual recientemente se realizaron estudios que dan cuenta de una lateralidad en el cerebro (era diestro), y una pelvis muy bien conservada de un individuo conocido popularmente como "Elvis". En China se han encontrado fósiles, que concuerdan con este grupo, en el sitio de Daliː un cráneo de hace 280 000 años y un esqueleto en Jinniushan.
Hay que señalar que en Terra Amata (Francia) se hallaron restos de refugios construidos durante la época de H. heidelbergensis. Estos refugios tenían una forma ovalada, con veinticinco pies de largo y veinte de ancho. Dentro del refugio se encontraron restos de ceniza.
Se han descubierto fósiles relacionados con esta especie en África, en los sitios de Bodo, al noreste de Etiopía, con un ejemplar más robusto pero similar que data de hace 600 000 años, y en Kabwe (Zambia), así como en Lago Ndutu (Tanzania). Los huesos postcraneales concuerdan con los de Arago e indican que esta era una forma robusta, pero moderna. Los científicos no son unánimes al interpretar estos fósiles africanos. Algunos los sitúan en la especie H. heidelbergensis. Otros piensan que los fósiles europeos y africanos pertenecen a dos especies diferentes, y solo las poblaciones africanas, clasificadas como Homo rhodesiensis u H. sapiens arcaico, evolucionaron hasta el H. sapiens, mientras que el nombre H. heidelbergensis sólo correspondería a los fósiles europeos, que presentan apomorfias inequívocas en la línea evolutiva hacia el hombre de Neandertal. Tampoco hay unanimidad sobre la interpretación del hombre de Petralona (Grecia), que podría ser un H. heidelbergensis tardío o más bien un H. rhodesiensis u otro H. sapiens arcaico que llegó a Europa desde África por las costas del Mediterráneo.

## Biología

### Anatomía
Las características físicas del Homo heidelbergensis presentan un gran rango de variabilidad entre los individuos de diferentes épocas y periodos, e incluso entre individuos pertenecientes a una misma población. Sumado al carácter fragmentario de los primeros restos encontrados durante las primeras décadas, fue difícil establecer las características comunes de la especie hasta el hallazgo de una gran cantidad de restos relativamente completos en el yacimiento de la sierra de Atapuerca.
De esta manera se ha logrado estimar que el H. heidelbergensis presentaba una estatura de entre 1,70 y 1,80 m, y un peso que rondaría los 95 kg. Poseían una robustez corporal mayor que la del Homo sapiens, que se vería incrementada en su evolución a Homo neanderthalensis. La pelvis ancha (de las mismas dimensiones en machos y hembras) generaba un cuerpo más ancho y una mayor separación de las piernas, las cuales, junto con los brazos, poseían proporciones modernas. Las diferencias físicas entre sexos muestran un dimorfismo sexual similar al de los humanos modernos, con una diferencia de altura en torno al 10 %.
El cráneo presenta rasgos tanto arcaicos como modernos, con unas órbitas oculares de contorno más o menos cuadrangular, coronadas por amplias crestas supraorbitales de doble arco (de grosor variable), un orificio nasal bajo y ancho, ligero prognatismo facial y mandíbulas relativamente robustas en contraste con la reducción de las piezas dentales posteriores respecto a sus antepasados; el neurocráneo presenta paredes gruesas (de aproximadamente un centímetro de grosor), con una parte posterior redondeada y prominencias marcadas en mayor o menor medida que envolvían un cerebro de entre 1100 y 1300 cm³.
Sin embargo, a medida que los restos son más próximos al H. neanderthalensis, las diferencias anatómicas son más difíciles de identificar, ya que las poblaciones europeas van adquiriendo un mayor número de caracteres propios del neandertal. Además, tal y como se menciona más arriba, sus características físicas son similares a las del H. rhodesiensis, presentando dificultades respecto a la clasificación taxonómica de la especie.

### Diferenciación
El análisis morfológico de los fósiles atribuidos a esta especie ha permitido proponer dos clados: el primero une la mandíbula de Mauer, los fósiles de Arago e incluso Petralona, con un grupo cosmopolita que incluye los cráneos de Kabwe y Bodo en África, y Dalí y Jinniushan en China; el segundo incluye los fósiles de Steinheim, Reilingen y la Sima de los Huesos en Atapuerca, y estaría más relacionado con el hombre de Neandertal, en la medida en que presenta junto con este varias sinapomorfias.
El análisis fenético y el estudio de la evidencia dental confirman esta diferenciación, pero el hecho de que una población tan antigua como la de la Sima de los Huesos presente morfologías muy neandertales obliga además a considerar que podría ser que, a partir de una población como esta, por un cuello de botella, en algún refugio climático, haya surgido la especie H. neanderthalensis.

### Secuenciación de ADN
La secuenciación de ADN mitocondrial de un fémur procedente de la Sima de los Huesos ha mostrado mayor relación con los fósiles siberianos del Homínido de Denísova que con el ADN neandertal, lo que abre paso a la hipótesis de una compleja relación entre las distintas especies de Homo en Eurasia.
El análisis genético de los fósiles de la Sima de los Huesos (Meyer et al., 2016) parece sugerir que H. heidelbergensis en su totalidad debería incluirse en el linaje neandertal, como «preneandertal» o «neandertal arcaico» o «temprano», mientras que el tiempo de divergencia entre el linaje neandertal y el moderno se ha retrasado a antes de la aparición de H. heidelbergensis, hace aproximadamente 600 000 a 800 000 años, el tiempo aproximado de la desaparición del Homo antecessor.

## Tecnología y organización

### Industria lítica y herramientas
La industria lítica asociada a los restos de H. heidelbergensis pertenece al achelense o Industria del modo II, cuya aparición se produjo en África hace aproximadamente 1.5 Ma. Dicha industria se caracteriza por ser la primera industria lítica en la que aparecen los primeros bifaces, que implica un trabajo simétrico y premeditado de la piedra.
Estas herramientas se fabricaban con los materiales disponibles en la región, de modo que el conocimiento para fabricar estas herramientas fue traído por los H. heidelbergensis a Europa, no las propias herramientas.
Además de estas herramientas, en algunos yacimientos de África y Europa se han encontrado varias lanzas de madera en un estado de conservación excepcional, que demuestran que esta especie ya disponía de armas arrojadizas que les permitirían cazar animales desde la distancia. No hay duda de sus capacidades cinegéticas, como prueban las «lanzas de Schöningen» (Alemania), un conjunto de ocho lanzas de madera de una antigüedad de 400 000 años.
La evidencia más antigua del uso continuado de hogueras data de hace unos 400 000 años, aunque se sabe que el fuego era usado desde hace 1,4 millones de años. A partir de los 400 000 las evidencias de la utilización de hogares, asociados con herramientas achelenses y huesos quemados, comienzan a generalizarse por toda Europa. Probablemente, gracias al uso habitual de hogares, el H. heidelbergensis logró extenderse por el continente europeo y habitarlo durante un largo periodo de tiempo.

## Hábitat
A lo largo del Pleistoceno medio se produjeron varios cambios climáticos por los ciclos glaciares, en los cuales los bosques que cubrían Europa eran reemplazados por frías estepas y viceversa. Aparentemente, el H. heidelbergensis habitó ambos tipos de ecosistemas, si bien algunos restos indican que, durante los periodos glaciares, su población quedó reducida a las zonas más australes del continente, dentro de los refugios climáticos.
Durante los interglaciares, el continente quedaba cubierto de bosques templados caducifolios y animales asociados a ambientes forestales, como jabalíes (Sus scrofa), macacos (Macaca sylvana), cérvidos (Cervus elaphus, Dama clactoniana, Capreolus capreolus), elefantes de colmillos rectos (Elephas antiquus), hipopótamos (Hipoppotamus antiquus), rinocerontes (Stephanorhinus hemitoechus, Stephanorhinus kirchbergensis) y diversos bóvidos (Bison schoetensacki). Por su parte, durante los periodos glaciales el ecosistema dominante eran las estepas de artemisa y gramíneas habitadas por animales de llanura, como el mamut estepario (Mammuthus trogontheri), bisontes (Bison priscus), ovibovinos (Praeobivos, Soergelia) ovejas (Ovis antiqua), grandes ciervos (Praemegaloceros verticornis, Megaloceros savini) y caballos (Equus germanicus, Equus mosbachensis).
Los carnívoros de este periodo apenas se vieron afectados por los cambios del clima, habitando en entornos fríos y templados diversos pantéridos (Panthera leo fossilis, Panthera gombaszoegensis, Panthera pardus), lobos (Canis mosbachensis), úrsidos (Ursus dolinensis, Ursus deningeri) y hienas (Crocuta crocuta).

## Cultura popular
Al Homo Heidelbergensis se le apodó Goliat, por su gran tamaño, en el documental Search for the Ultimate Survivor (Búsqueda del superviviente definitivo) emitido en el año 2005 por National Geographic.